# 拉佩拉莱哈
拉佩拉莱哈，是西班牙卡斯蒂利亚-拉曼恰昆卡省的一个市镇。总面积35平方公里，总人口154人（2001年），人口密度4人/平方公里。